# (2606) Odessa
(2606) Odessa – planetoida z pasa głównego asteroid okrążająca Słońce w ciągu 4 lat i 222 dni w średniej odległości 2,77 au. Została odkryta 1 kwietnia 1976 roku w Krymskim Obserwatorium Astrofizycznym w Naucznym na Półwyspie Krymskim przez Nikołaja Czernycha. Nazwa planetoidy pochodzi od Odessy, ukraińskiego miasta. Przed nadaniem nazwy planetoida nosiła oznaczenie tymczasowe (2606) 1976 GX2.